# 5-й Алабамский пехотный полк
5-й Алабамский пехотный полк (англ. 5rd Regiment Alabama Infantry) — представлял собой один из пехотных полков армии Конфедерации во время Гражданской войны в США. Полк  прошёл все сражения гражданской войны на востоке от Первого сражения при Булл-Ран до капитуляции при Аппоматтоксе.

## Формирование
Полк был сформирован 1 мая 1861 года в лагере Кэмп-Джефф-Дэвис в Монтгомери. 13 и 15 мая полк был принят на службу в армию Конфедерации и в тот же день были утверждены его командиры (задним числом от 11 мая).
Его первым командиром стал полковник Роберт Роудс, подполковником Аллен Кадвалладер, и майором - Дж. Т. Морган.

## Боевой путь
В мае полк был отправлен в Пенсаколу, но 2 июня его вернули обратно в Монтгомери, кроме артиллерийской роты, которая осталась в Пенсаколе. 3 июня полк был отправлен по железной дороге в Ричмонд, прибыл туда 10 июня и был размещён в лагере Кэмп-Ли. 18 июня полк отправился к Манассасу, и 20 июня был включён в бригаду Ричарда Юэлла.
7 июля к полку присоединилась рота Barbour Greys, которая стала ротой "К". 17 июля полк занял позиции и реки Булл-Ран у Юнион-Миллс. 21 июля полк не был задействован в первом сражении при Булл-Ран; часть его рот заняла траншеи недалеко от ж-д моста, а часть была отведена в резерв.
21 октября Роудс получил звание бригадного генерала и возглавил бригаду, куда вошли 5-й Алабамский и ещё несколько алабамских полков. 20 ноября подполковник Джонс был повышен до звания полковника и возглавил полк. В ноябре бригада Роудса стала частью дивизии Дениеля Хилла.
28 декабря рота Н была переформирована в артиллерийскую батарею.
В марте 1862 года бригада Роудса была переведена под Йорктаун. В апреле-мае полки были переформированы, и в итоге подполковником 27 апреля стал Джозефус Холл (быв. капитан роты А), а полковника Джонса заменили на полковника Кристофера Пегуса.
31 мая - 1 июня полк участвовал в сражении при Севен-Пайнс. В этом бою полк потерял 27 убитыми и 128 ранеными из 660 человек, в том числе капитана Джеймса Татта.
27 мая полк участвовал в сражении при Гейнс-Милл, где были убиты полковник Пегус и капитан Джордж Рид. Полк возглавил майор Эдвин Хобсон.
1 июля полк участвовал в сражении при Малверн-Хилл, где потерял 15 человек убитыми и 58 ранеными из 225 человек. 17 июля подполковник Холл стал полковником и возглавил полк, майор Ходсон стал подполковником, а капитан Эуген Блэкфорд (рота К) стал майором. Полк не участвовал в Северовирджинской кампании, но был переброшен на север к началу Мерилендской кампании и сражался у Южной горы и при Энтитеме, потеряв в обоих сражениях 11 человек убитыми и 39 ранеными. В сражении при Энтитеме 5-й Алабамский был атакован 1-м Делаверским полком и, когда делаверцы отступили, бросив знамёна, 5-й Алабамский был посла в атаку (в основном против 14-го Индианского полка), которая, однако, быстро была отозвана.
Осенью 1862 года дивизия Хилла участвовала во Фредериксбергской кампании. Во время сражения при Фредериксберге полковник Джозефус Холл временно командовал бригадой, поэтому 5-м Алабамским командовал подполковник Хобсон. Полк не был активно задействован и потерял всего 1 человека раненым.
Весной 1863 года полком командовал полковник Холл. Рудс возглавил дивизию, а Эдвард О’Нил - бригадой. Бригада наступала в первой линии во время фланговой атаки Томаса Джексона 2 мая во время сражения при Чанселорсвилле. В этом сражении полк потерял 24 человека убитыми, 13 ранеными и 121 пропавшими без вести. Был ранен подполковник Хобсон и убит капитан Уильям Ренфро. В ходе боя полк потерял знамя, которое было захвачено рядовыми 111-го Пенсильванского пехотного полка. В 1905 году знамя было возвращено Алабаме федеральным военным департаментом.